# Lei Tingjie
Lei Tingjie (Txungking, 3 de març de 1997) és una jugadora d'escacs xinesa que té el títol de Gran Mestre Femení des de 2014.
A la llista d'Elo de la FIDE del juny de 2022, hi tenia un Elo de 2535 punts, cosa que en feia la jugadora número 3 (en actiu) de la Xina, i la número 6 del món. El seu màxim Elo va ser de 2545 punts, a la llista del març del 2018.

## Resultats destacats en competició
Va acabar segona (tercera en el desempat) en el Campionat femení de la Xina el 2014. En el mateix any va guanyar el 4t Torneig Masters de la Xina femení a Wuxi.
L'abril de 2015, va contribuir a que la Xina guanyés el bronze al Campionat del món femení per equips, puntuant 6.5/9 al quart tauler.
També el 2015 va guanyar l'Obert de Moscou femení, per davant de la Campiona del Món juvenil femení Aleksandra Goriàtxkina.
El juny de 2015 fou segona al 5è Torneig Femení de Mestres de la Xina, amb 6/9 punts, per darrere de Tan Zhongyi.
El juliol del mateix any, va prendre part a la 9ena edició del matx Xina-Rússia a Ningbo, i hi va puntuar 8.5/10 a les ràpides i 3.5/5 a les partides a ritme clàssic.
Va competir en el Campionat del Món femení de 2015, on va eliminar Deysi Cori Tello a la primera ronda però va ser eliminada en la segona per Humpy Koneru.